# Eu Gosto de Você
"Eu Gosto de Você" é uma canção do cantor brasileiro de sertanejo Gustavo Mioto com participação especial da cantora brasileira   Claudia Leitte. A canção foi lançada na internet no dia 7 de janeiro de 2014.

## Composição e lançamento
A canção é de composição de Paula Mattos e Silmara Nogueira. Foi produzida por Dudu Borges. A canção foi lançada através de um lyric video no canal oficial de Gustavo Mioto no Youtube de uma forma surpresa, sem nenhum anúncio sobre o lançamento da canção e da participação de Claudia Leitte.

## Single
| Eu Gosto de Você (part. Claudia Leitte) - Single |                                                            |                                 |             |         |  |
| N.º                                              | Título                                                     | Compositor(es)                  | Produtor(s) | Duração |  |
| 1.                                               | "Eu Gosto de Você" (participação especial: Claudia Leitte) | Paula Mattos e Silmara Nogueira | Dudu Borges | 2:58    |  |

## Desempenho nas paradas
| Parada (2014)                                          | Melhor posição |
| ------------------------------------------------------ | -------------- |
| BR Billboard Brasil Hot 100 Airplay                    | 84             |
| BR Billboard Brasil Regional Centro Paulista Hot Songs | 5              |

## Histórico de lançamento
| País   | Data                 | Formato     |
| ------ | -------------------- | ----------- |
| Brasil | 7 de janeiro de 2014 | Airplay     |
| Brasil | 7 de janeiro de 2014 | lyric video |